# Ṧ
Cette page contient des caractères spéciaux ou non latins. S’ils s’affichent mal (▯, ?, etc.), consultez la page d’aide Unicode.
Ṧ (minuscule : ṧ), appelé  S caron point en chef, est un graphème utilisé dans la romanisation ISO 259:1984 de l’hébreu et dans la romanisation de l’avestique.
Elle est composée de la lettre S diacritée d’un caron et d’un point en chef.

## Utilisation
Dans la romanisation ISO 259:1984 de l’hébreu, ‹ ṧ › est utilisé pour translitérer le shin yemanit avec un daguesh dur ‹ שּׁ ›. Il est par exemple utilisé dans la romanisation de הַשָּׁמַיִם, « cieux », haṧåmayim.

## Représentations informatiques
Le S caron point en chef peut être représenté par les caractères Unicode suivant :
- composé et normalisé NFC  (latin étendu A, diacritiques) :

| formes    | représentations | chaînes de caractères | points de code | descriptions                                     |
| --------- | --------------- | --------------------- | -------------- | ------------------------------------------------ |
| capitale  | Ṧ               | Ṧ                     | U+1E66         | lettre majuscule latine s caron et point en chef |
| minuscule | ṧ               | ṧ                     | U+1E67         | lettre minuscule latine s caron et point en chef |

- décomposé et normalisé NFD (latin de base, diacritiques) :

| formes    | représentations | chaînes de caractères | points de code       | descriptions                                                          |
| --------- | --------------- | --------------------- | -------------------- | --------------------------------------------------------------------- |
| capitale  | Ṧ               | S◌̌◌̇                   | U+0053 U+030C U+0307 | lettre majuscule latine s diacritique caron diacritique point en chef |
| minuscule | ṧ               | s◌̌◌̇                   | U+0073 U+030C U+0307 | lettre minuscule latine s diacritique caron diacritique point en chef |

## Sources
- Encyclopædia Iranica, « Avestan language » , 2012
- (pl) Komisja Standaryzacji Nazw Geograficznych poza Granicami Rzeczypospolitej Polskiej (KSNG) [Commission de standardisation des noms géographiques hors de Pologne], Protokół 74. posiedzenia KSNG [Compte-rendu de la 74e séance de la KSNG], 7 novembre 2012 (lire en ligne)
- (en) ISO 259:1984 Documentation — Transliteration of Hebrew characters into Latin characters, 1984 (lire en ligne)